# Julius Clausen
Julius Emil Ferdinand Clausen, född den 17 augusti 1868 i Köpenhamn, död där den 29 april 1951, var en dansk biblioteksman och litteraturhistoriker.
Clausen blev bibliotekarie vid Det Kongelige Bibliotek 1903. Bland Clausens arbeten märks Kulturhistoriske Studier over Heibergs Vaudeviller (1891), Jens Baggesen (1895), Skandinavismen (1900). Clausen var även utgivare av serien Memoirer og Breve (50 band, 1905-27). Från 1901 var han litteratur- och teateranmälare i Berlingske Tidende

## Utmärkelser
- Köpenhamns universitets guldmedalj,  1888[2]
- Riddare av Dannebrogorden,  1924[2]
- Dannebrogsmännens hederstecken,  1933[2]

[Redigera Wikidata]